# ログ・ドラゴメル
ログ・ドラゴメル(スロベニア語: Log-Dragomer)はスロベニアの首都リュブリャナの南にある基礎自治体である。ノトランスカ地方に含まれる。ログ・ドラゴメルは2006年にブルフニカ自治体より分離され設立された。